# Psiząb

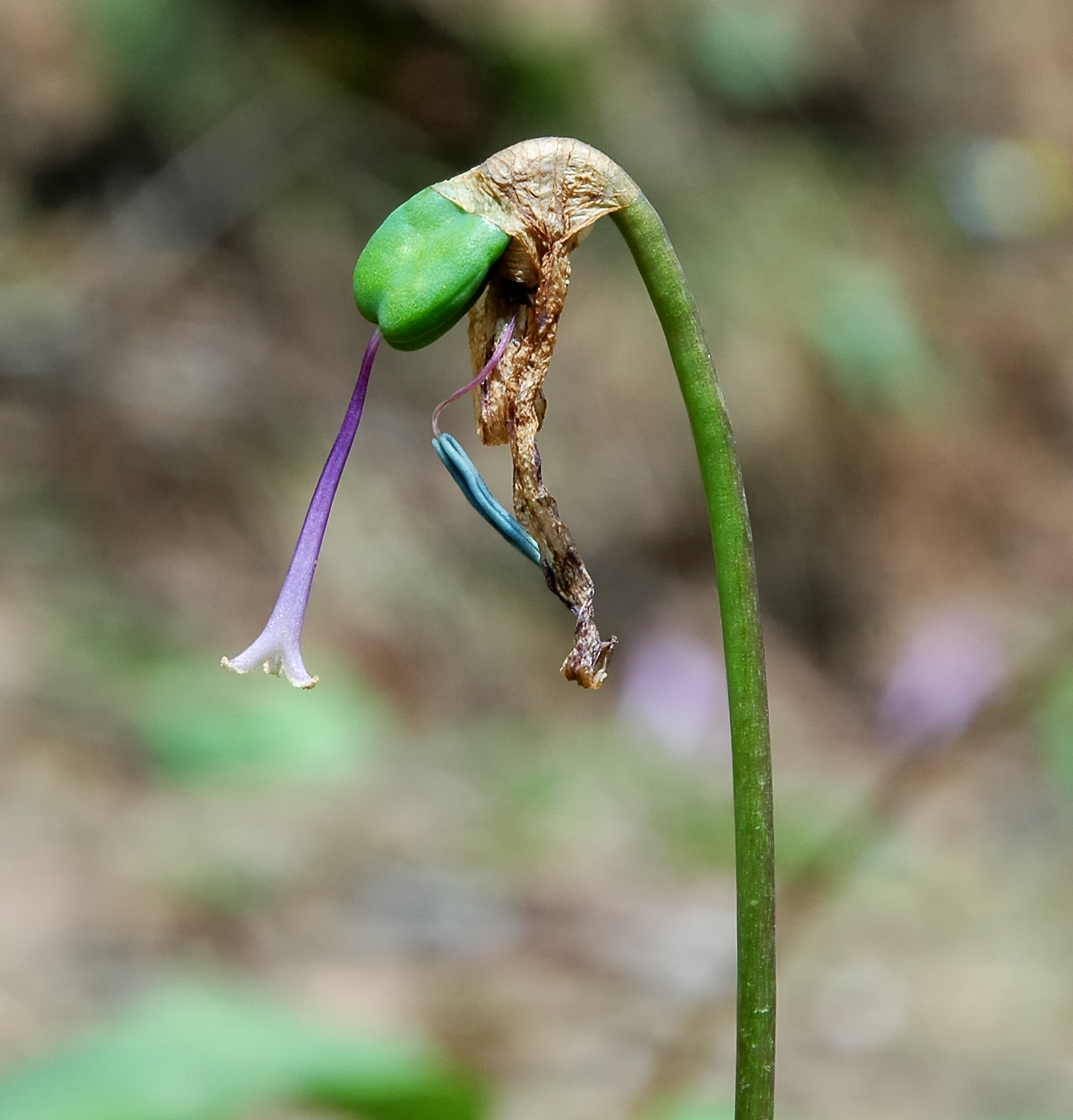
Owoc psizębu

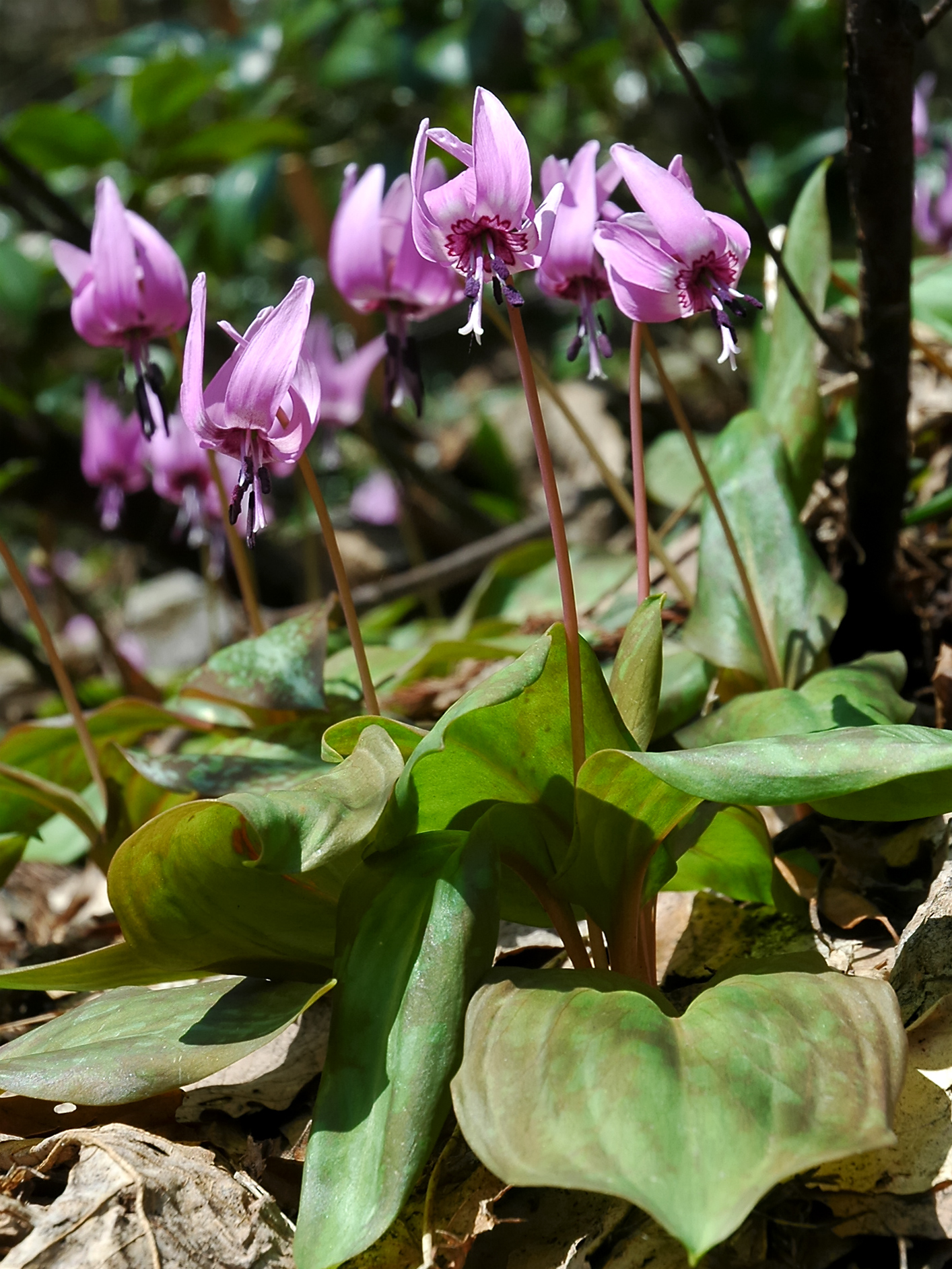
Psiząb liliowy japoński w ściółce lasu

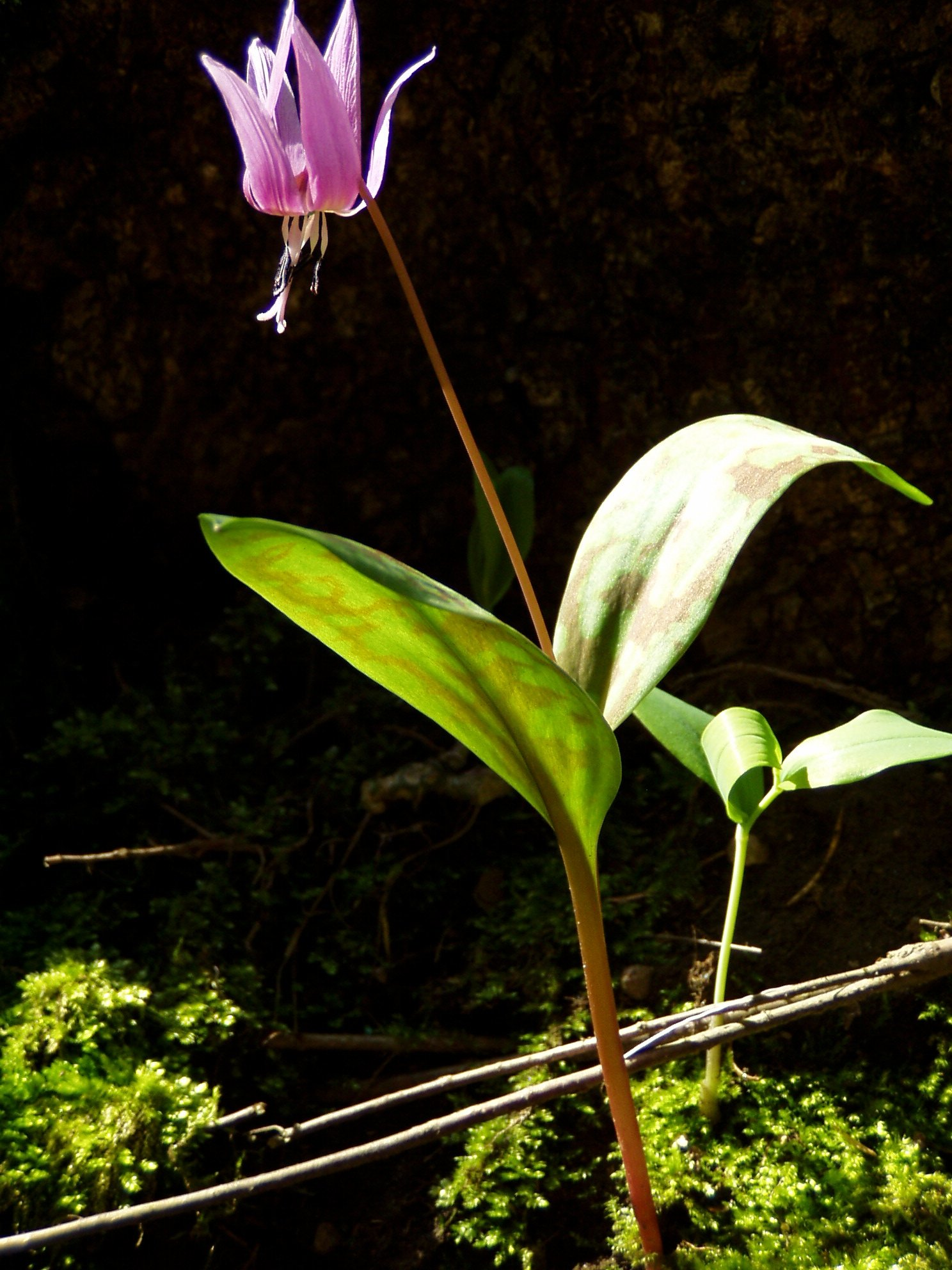
Psiząb liliowy w ściółce lasu

Psiząb (Erythronium L.) – rodzaj roślin z rodziny liliowatych obejmujący około 30 gatunków występujących w chłodniejszych i żyznych lasach Ameryki Północnej, północnych Chinach (Liaoning, Jilin), Korei, Japonii, Kazachstanie oraz w azjatyckiej części Rosji. Nazwa rodzajowa odnosi się do kształtu cebul, który faktycznie przypomina psie zęby. Gatunkiem typowym jest Erythronium dens-canis L.

## Morfologia
ŁodygaDelikatna i lekko pochylona, rozgałęziona, ale niektóre gatunki są jednopędowe. Łodyga wyrasta z podziemnej, wieloletniej cebuli, okrytej łuską. Cebula mateczna tworzy w każdym roku cebulki przybyszowe.
LiścieDosyć szerokie, odziomkowe, usychające kilka tygodni po kwitnieniu, lancetowate lub jajowate, całobrzegie, barwy zielonej. Większość gatunków posiada liście ozdobione marmurkowym wzorem (koloru od czerwonego do brązowego).
KwiatySześciopłatkowe, barwy białej, żółtej, różowej, czerwonej i fioletowej, osadzone na pojedynczej łodydze lub jej rozgałęzieniach, o płatkach odwiniętych do góry. Psizęby kwitną w okolicach kwietnia–czerwca.
OwoceTorebka.

## Systematyka
Synonimy taksonomiczne
Mithridatium Adanson 
Pozycja systematyczna według Angiosperm Phylogeny Website (aktualizowany system APG IV z 2016)
Klad okrytonasienne, klad jednoliścienne (monocots), rząd liliowce (Liliales), rodzina liliowate (Liliaceae), podrodzina Lilioideae.
Pozycja w systemie Reveala (1994–1999)
Gromada okrytonasienne (Magnoliophyta Cronquist), podgromada Magnoliophytina Frohne & U. Jensen ex Reveal, klasa jednoliścienne (Liliopsida Brongn.), podklasa liliowe (Liliidae J.H. Schaffn.), nadrząd Lilianae Takht., rząd liliowce (Liliales Perleb), podrząd Liliineae Rchb., rodzina liliowate (Liliaceae Juss.), rodzaj psiząb (Erythronium L.).
Gatunki
Gatunki z zachodu Ameryki Północnej:
- Erythronium californicum Purdy – psiząb kalifornijski
- Erythronium citrinum Watson – psiząb kremowy
- Erythronium elegans Hammond & Chambers
- Erythronium grandiflorum Pursh – psiząb wielkokwiatowy
- Erythronium helenae Applegate
- Erythronium hendersonii Watson – psiząb Hendersona
- Erythronium idahoense John & Jones
- Erythronium howellii Watson – psiząb Howella
- Erythronium klamathense Applegate
- Erythronium montanum Watson
- Erythronium multiscapoideum (Kellogg) Nelson & Kennedy
- Erythronium oregonum Applegate
- Erythronium pluriflorum Shevock, Bartel & Allen
- Erythronium purpurascens Watson – psiząb czerwieniejący
- Erythronium pusaterii (Munz & Howell) Shevock, Bartel & Allen
- Erythronium quinaultense Allen
- Erythronium revolutum Smith
- Erythronium taylorii Shevock & Allen – psiząb Taylora
- Erythronium tuolumnense Applegate

Gatunki ze wschodu Ameryki Północnej:
- Erythronium albidum Nuttall – psiząb białawy
- Erythronium americanum Ker – Gawler – psiząb amerykański
- Erythronium mesochoreum Knerr
- Erythronium propullans Gray
- Erythronium rostratum Wolf
- Erythronium umbilicatum Parks & Hardin

Gatunki z południowej Europy:
- Erythronium dens-canis L. – psiząb liliowy

Gatunki z Azji:
- Erythronium caucasicum Woronow – psiząb kaukaski
- Erythronium japonicum Decne.
- Erythronium krylovii Stepanov
- Erythronium sajanense Stepanov & Stassova
- Erythronium sibiricum (Fisch. & C.A.Mey.) Krylov
- Erythronium sulevii (Rukans) Stepanov